# Mária Súkeníková
Mária Súkeníková (* 16. November 1975 in Turany) ist eine slowakische Fußballschiedsrichterassistentin.
Seit 2005 steht sie auf der Liste der FIFA-Schiedsrichter.
In der Saison 2011/12 wurde sie erstmals bei einem Spiel in der Women’s Champions League und in der Saison 2012/13 erstmals bei Spielen in der ersten slowakischen Herren-Liga eingesetzt.
Súkeníková war unter anderem Schiedsrichterassistentin bei der Europameisterschaft 2009 in Finnland, bei der Europameisterschaft 2013 in Schweden, bei der Weltmeisterschaft 2015 in Kanada, beim olympischen Fußballturnier 2016 in Rio de Janeiro, bei der Europameisterschaft 2017 in den Niederlanden, bei der Weltmeisterschaft 2019 in Frankreich und bei der Europameisterschaft 2022 in England (im Schiedsrichtergespann von Jana Adámková).
Súkeníková steht noch bis Ende 2022 auf der Liste der FIFA-Schiedsrichter und wird danach voraussichtlich ihre Karriere beenden.